# Carapebus
Carapebus è un comune del Brasile nello Stato di Rio de Janeiro, parte della mesoregione del Norte Fluminense e della microregione di Macaé.